# Isaac Ier Comnène
Vous lisez un « bon article » labellisé en 2020.
Isaac Ier Comnène (grec : Ισαάκιος Aʹ Κομνηνός / Isaákios A’ Komnēnós), né vers 1007 et mort en 1061, est un empereur byzantin qui régna du 8 juin 1057 au 22 novembre 1059 et fut le fondateur de la dynastie Comnène.
Fils du général Manuel Erotikos Comnène et devenu orphelin en bas âge, il fut confié avec son frère aux bons soins de l'empereur Basile II qui les fit instruire au monastère du Stoudion. Il se lança ensuite dans la carrière militaire et servit comme commandant en chef de l'armée d'Orient vers 1042 et 1054. En 1057, il se retrouva à la tête d'une conspiration des généraux de l'armée d'Orient contre le nouvel empereur Michel VI. Proclamé empereur le 8 juin 1057 par ses partisans, il réussit à défaire les forces loyales à l'empereur lors de la bataille de Petroe, dans la plaine de l'Hadès le 20 août suivant. Dans les négociations qui suivirent, Isaac aurait accepté d'être adopté par l'empereur avec droit de succession, mais cette proposition fut rejetée par ses troupes. Au même moment, dans la capitale, une faction de la population conduite par le patriarche Michel Ier Cérulaire contraignit Michel VI à abdiquer le 30 août. Entré à Constantinople, Isaac fut couronné par le même patriarche le 1er septembre 1057.
Son premier objectif fut de restaurer les finances publiques. Après avoir récompensé ses partisans et les haut-gradés militaires, il prit très rapidement une série de mesures qui s'avérèrent impopulaires : baisse des salaires, hausse des taxes, abolition de privilèges fiscaux. Mais surtout, il confisqua certaines propriétés de l'Église, ce qui lui valut l'opposition du patriarche dont la volonté de puissance le portait à se présenter comme l'égal de l'empereur. En novembre 1058, l'empereur ordonna son arrestation et son exil avant de convoquer un synode pour le démettre. Toutefois celui-ci mourut avant la tenue du procès. Isaac nomma alors un ancien premier ministre, Constantin Leikoudès, pour lui succéder.
Sur le plan extérieur, la situation demeura relativement calme durant son court règne. En Asie mineure, les Turcs tentèrent sans succès en 1058 d'attaquer le fort de Mormrans ; un autre raid contre Taron n'eut pas plus de succès. Au nord-ouest des Balkans, les raids des Magyars prirent fin avec la signature d'un traité en 1059, alors que le même été, Isaac conduisit avec succès une campagne contre les Petchénègues au nord-est.
Peu de temps après son retour de la campagne contre les Petchénègues, l'empereur tomba malade. Épuisé physiquement et mentalement, il se résolut à abdiquer sur les conseils de Michel Psellos, devenu un conseiller influent à la cour. Il se retira alors au monastère du Stoudion où il mourut quelques mois plus tard.

## Contexte historique

L'Empire byzantin en 1025 à la mort de Basile II.

Le règne de Basile II (r. 960-1025) avait été marqué, à l'extérieur par l'expansion des frontières de l'Empire byzantin, et à l'intérieur par une grande stabilité politique et une gestion prudente des ressources de l'État basées sur la prospérité des petits propriétaires-fermiers de province. Le quart de siècle qui suivit fut marqué par une rapide succession d'empereurs venus au trône en épousant ou en étant adoptés par la dernière représentante de la dynastie macédonienne, l'impératrice Zoé Porphyrogénète (r. 1028-1050), puis par la sœur de celle-ci, Théodora (1042 ; 1055-1056). Alors que l'Empire était à son apogée, l'extinction progressive de la dynastie macédonienne, qui jouissait d'une puissante légitimité, contribua grandement à l'affaiblir. En l'absence de successeur évident aux deux impératrices, la compétition pour les marier incarnait les disputes entre les membres de la haute aristocratie, désireux de se positionner pour accéder au pouvoir suprême. Toute une partie de l'historiographie byzantine, notamment Georg Ostrogorsky, y a vu l'opposition entre une aristocratie civile implantée dans la capitale et l'aristocratie militaire des généraux provinciaux, dont Isaac était un représentant. Cette vision est aujourd'hui en partie dépassée puisque les deux camps étaient plus entremêlés que ce qui a pu être cru mais le constat d'une querelle de pouvoir pour le trône impérial entre les différentes familles aristocratiques demeure exact. Plus encore, au XIe siècle, la centralisation du pouvoir était très forte. Les factions avaient tendance à se regrouper à Constantinople et à quitter leurs possessions provinciales. Ce regroupement favorisa naturellement les oppositions,.

## Origine et jeunesse

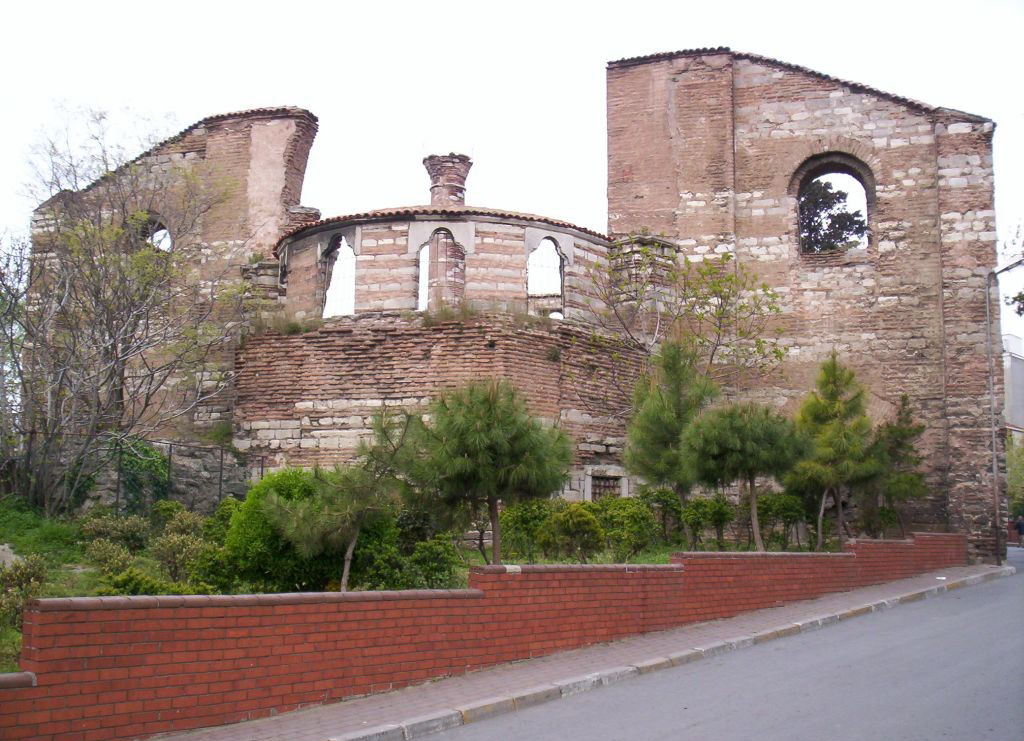
Ruines de l'église du monastère du Stoudion où fut éduqué Isaac Comnène.

Isaac naquit dans la famille des Comnène, notables (dynatoi, δυνατοί = puissant) de l'Empire byzantin. L'origine de la famille est généralement située à Komne, près de Philippopolis en Thrace.
Né vers 1007, il était le fils aîné de Manuel Erotikos Comnène, commandant militaire qui défendit la ville de Nicée contre le général rebelle Bardas Sklèros en 978,,. De sa mère, on sait seulement qu’elle s'appelait Maria.
Sa mère est morte alors qu'il était encore enfant ; son père devait suivre en 1020. Sur son lit de mort, il confia ses deux fils, Isaac et Jean aux bons soins de l'empereur Basile II qui, selon Nicéphore Bryenne le Jeune, les fit éduquer au monastère du Stoudion où on leur donna les meilleurs enseignants, sans négliger la chasse et l'instruction militaire. Dès qu'ils furent en âge, Isaac et son frère furent enrôlés dans la garde impériale (hetaireia). Il fut ensuite nommé catépan d'Ibérie et peut-être doux (duc) d'Antioche, l'un des principaux postes militaires de l'Empire.
Vers 1025, Isaac épousa Catherine de Bulgarie (née vers 1010), fille d'Ivan Vladislav (r. 1015-1018), dernier tsar du Premier Empire bulgare,. Vers 1042, il détient le poste de stratopedarches d'Orient avec rang de magister et de vestès. Il fut démis de cette fonction en 1054 par l'impératrice Théodora et remplacé par un eunuque, homme de confiance de celle-ci, du nom de Théodore.

## Accession au pouvoir

### Conflit entreMichelVIet l'armée d'Orient

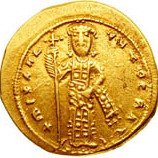
Tetarteron d'or de Michel VI.

D'une valeur constante jusqu'au règne de Constantin VII, la monnaie byzantine se mit à perdre régulièrement de sa valeur par la suite. Ceci affectait inévitablement les salaires annuels viagers (roga) des hauts dignitaires de l'État. Si Michel VI compensa en accordant des promotions de plusieurs grades aux hauts fonctionnaires civils, il ne fit rien pour les soldats. Or ceux-ci s'attendaient d'autant plus à un traitement au moins équivalent que le nouvel empereur avait été jusque-là « logothetēs toū stratiōtikou », c'est-à-dire ministre responsable de la paie et de l'approvisionnement de l'armée. Très vite le mécontentement grandit au sein de l'aristocratie militaire qui voyait avec colère augmenter l'influence des eunuques et fonctionnaires civils,. Début 1057, éclata une première révolte de mercenaires normands sous la conduite d'un certain Hervé Frankopoulos qui fut vite réprimée.
À Pâques, moment où l'empereur distribuait les montants d'argent correspondant au rang des hauts fonctionnaires civils et militaires, une délégation des principaux officiers se rendit au Palais. Tous avaient servi à des postes importants sous Constantin IX mais étaient désormais mis à l'écart. Présidée par Isaac Comnène, relevé trois ans plus tôt de ses fonctions de stratopédarque d'Orient par Théodora, elle comprenait entre autres Katakalôn Kékauménos, qui venait d'être remercié comme doux (gouverneur) d'Antioche, Michel Bourtzès dont le grand-père avait capturé Antioche pour Constantinople un siècle plus tôt, Constantin Doukas qui avait épousé la nièce du patriarche Michel Ier Cérulaire et son frère Jean grand ami de Psellos, tous membres d'influentes familles militaires qui avaient participé aux grandes campagnes de Basile II,. Il semble que Constantin Doukas ait accepté la prééminence d'Isaac en échange du titre de césar, soit le deuxième homme après l'empereur. Selon Psellos, témoin oculaire de la scène, bien loin de les féliciter, l'empereur se mit à les injurier en bloc et, après avoir fait avancer Isaac Comnène et Katakalôn Kékauménos, accusa le premier d'avoir pratiquement abandonné Antioche, détruit son armée et s'être approprié l'argent du peuple. Écrivant plus tard au même siècle, Jean Skylitzès affirme plutôt que l'empereur reçut les généraux courtoisement, mais s'accorde avec Psellos pour dire qu'il leur refusa les honneurs et la promotion que les deux généraux s'attendaient à recevoir au rang de proèdre,.
L'effet de ces paroles sur le haut-commandement militaire fut immédiat et les généraux présents prirent le parti de leurs collègues. Une deuxième approche auprès de l'empereur ou de son premier ministre, le protosynkellos Léon Paraspondylos, n'eut guère plus de succès et il s'en fallut de peu que les militaires ne se précipitent sur l'empereur pour le destituer. Selon Psellos, ce fut Isaac lui-même qui retint ses compagnons d'armes. Les généraux retournèrent alors dans leurs domaines et contactèrent le général Nicéphore Bryenne que ses troupes avaient déjà voulu proclamer empereur sous Théodora Porphyrogénète,. Rappelé par Michel VI, il avait été mis à la tête des troupes de Macédoine. Il semble que celui-ci aurait accepté de se joindre à la conjuration, mais il fut presque aussitôt envoyé avec ses troupes combattre les Turcs en Asie mineure. Rendu là, il se querella avec le trésorier des armées qu'il fit jeter en prison après s'être approprié les fonds pour payer ses soldats comme il l'entendait. Il fut alors arrêté par un autre commandant local, jugé pour rébellion et aveuglé,.

### Bataille de Petroe et proclamation d'Isaac Comnène

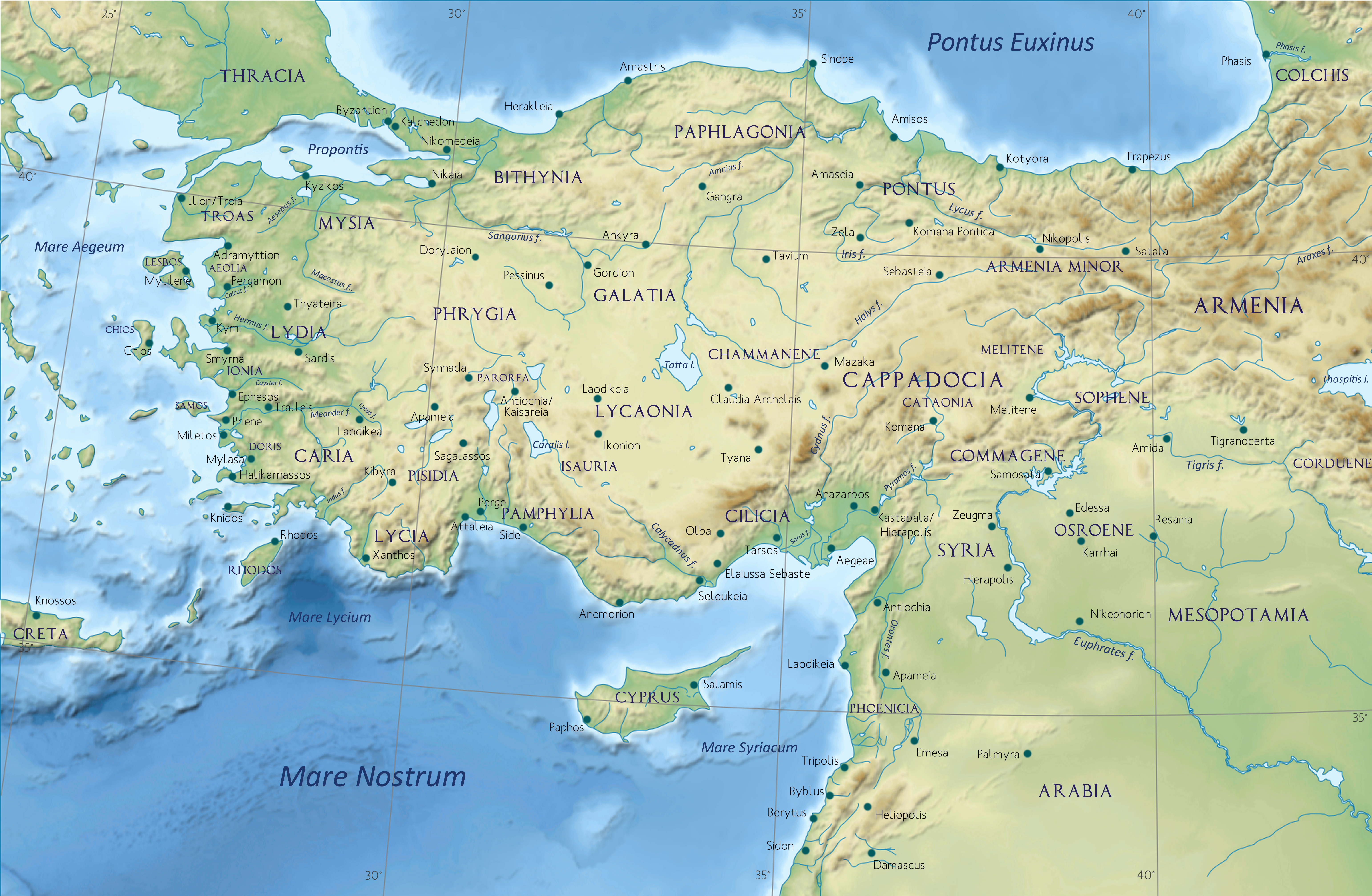
Carte montrant les sites de Nicomédie (aujourd’hui Izmit) et de Nicée dans le nord de la Bithynie.

Craignant alors que leur complot ne soit découvert, les généraux qui habitaient l'Anatolie dont Romain Skléros, Michel Bourtzès, Nicéphore Botaniatès et les fils de Basile Argyros se réunirent et proclamèrent Isaac Comnène empereur le 8 juin 1057 à Gounaria en Paphlagonie,,. Laissant sa famille sous la protection de son frère dans la forteresse de Pemolissa sur le fleuve Halis (aujourd'hui appelé Kızılırmak), Isaac se mit en route pour Constantinople.
L'armée était divisée. Michel VI pouvait compter sur les forces de Macédoine dont il se hâta de transporter certains régiments en Asie mineure ainsi que sur celles du thème d'Anatolie et de Charsianon en Cappadoce, alors que les forces d'Isaac, outre celles de Nicéphore Bryenne, venaient essentiellement d'Asie mineure. Aux dires de Skylitzès, Kékauménos dut forger des ordres impériaux pour mobiliser les régiments des Arméniaques. Réalisant un peu tard que son maintien au pouvoir dépendait de l'appui de ses généraux, Michel VI se hâta de les combler d'honneurs et nomma à la tête de ses troupes Théodore, le nouveau domestique des scholes d'Orient que Théodora avait fait proèdre, assisté du magister Aaron, officier d'origine bulgare et frère de la femme d'Isaac Comnène. L'armée loyaliste se rassembla à Nicomédie d'où elle pouvait contrôler la route donnant accès à la capitale ; pour sa part Isaac, après avoir fait une manœuvre par le sud, s'empara de Nicée où il établit son commandement,.
Jean-Claude Cheynet a longuement analysé la composition des deux camps. Il y note que l'armée était divisée. Les troupes occidentales furent largement dans le camp loyaliste tandis que celles d'Orient étaient divisées en deux camps. Les soldats des régions frontalières rejoignirent majoritairement la révolte d'Isaac tandis que ceux du centre de l'Anatolie demeurèrent plutôt fidèles à l'empereur. Ces lignes de fracture soulignent, selon Cheynet, la difficulté d'y voir l'opposition frontale entre le stratiotikon (l'élite militaire) et le politikon (l'élite politique de la capitale). En outre, au sein même de Constantinople, la bureaucratie était elle aussi divisée. De manière générale, c'est plutôt l'opposition entre différentes familles qui émerge, selon qu'elles ont ou non été promues ou mises à l'écart par tel ou tel empereur. Ainsi, Isaac Comnène s'appuya principalement sur les familles puissantes sous Michel IV mais mises de côté sous Michel VI comme les Sklèros, les Dalassène ou les Argyre tandis que Michel VI comptait sur les clans qu'il avait lui-même promus comme les Bringas ou les Lykanthès et sur des familles militaires comme les Macédoniens.
Quoi qu'il en soit, sur le terrain, pendant plusieurs jours, les deux armées se firent face dans la plaine de Petroe. La bataille sembla d'abord avantager les forces loyalistes, mais Isaac Comnène tint ferme et la bataille fut finalement remportée par Katakalôn Kékauménos qui parvint à entrer dans le camp adverse et à mettre l'armée impériale en déroute, ouvrant ainsi le chemin de Constantinople,,.
La nouvelle de cette défaite causa une grande émotion à Constantinople où Théodore revenu de la bataille après avoir conclu secrètement la paix avec Isaac Comnène, déconseilla à l'empereur de lever une seconde armée. Après avoir distribué honneurs et largesses pour se gagner des partisans et avoir obligé les sénateurs à signer un document dans lequel ceux-ci s'engageaient à ne pas reconnaître Isaac, l'empereur se résolut à négocier avec son rival et lui envoya une délégation comprenant Psellos, Leon Alopos et Constantin Leichoudès, ancien premier ministre de Constantin IX. Son offre était de nommer Isaac Comnène « césar », devenant à toute fin pratique son successeur. Selon Psellos, Isaac aurait été enclin à accepter cette offre, mais celle-ci fut rejetée lors d’une réunion publique des troupes galvanisées par la rumeur qu'un coup d'État avait renversé l'empereur. Les ambassadeurs retournèrent donc à Constantinople avec une contre-proposition : Isaac deviendrait co-empereur, serait adopté par Michel VI avec qui il partagerait le pouvoir, pouvant faire de nouvelles nominations et récompenser adéquatement ceux qui l'avaient suivi,.
Michel VI se hâta d'accepter ces propositions : le premier ministre Paraspondylos (le même eunuque qui avait proposé à Théodora mourante le choix de Michel VI comme successeur et qui avait eu maille à partir avec la délégation de généraux) fut limogé ; le pardon impérial fut accordé à Isaac et à ses partisans, ce dernier devenant non pas « césar » mais « co-empereur » (symbasileus). Isaac à son tour accepta ces propositions et se prépara à entrer dans la capitale où les événements se précipitaient.
Réuni à Hagia Sophia, un groupe de hauts-fonctionnaires protestèrent qu'en acceptant les propositions d'Isaac, l'empereur les obligeait à violer la déclaration de non-reconnaissance qu'il leur avait fait signer : « Leurs voix s'élevaient pour réclamer que l'on coupe l'empereur en morceaux et que l'on donne le trône à celui qui avait gagné la bataille ». Quelques jours plus tard, le 30 août, le patriarche Michel Ier Cérulaire et l'ensemble du clergé se ralliaient à ce groupe, ce qui alimenta les rumeurs à l'effet que cette « réunion spontanée » avait été planifiée par l'ambitieux patriarche dont les démêlés avec l'empereur étaient bien connus.
Sous la pression du patriarche et voulant éviter un bain de sang dans la capitale, Michel VI accepta d'abdiquer et de se faire moine,,. Le lendemain, le 31 août, Isaac accompagné des ambassadeurs du monarque déposé, traversait le Bosphore et faisait son entrée dans la capitale. Le 1er septembre 1057, il était couronné empereur par le patriarche à Hagia Sophia. C'était la première révolte militaire suivie d'une révolution populaire à renverser un régime depuis celle de Nicéphore II Phocas en 963.

## Règne
Arrivé au pouvoir, Issac Ier se hâta de récompenser ses partisans : son frère Jean fut nommé domestique des Scholes (armée d'Occident) et reçut le titre de curopalate, titre qui fut également accordé à Katakalôn Kékauménos et Nicéphore Bryenne.
Le patriarche, pour sa part, fut récompensé pour sa participation au coup d'État en recevant seule autorité sur tout ce qui touchait le personnel et les finances de Sainte-Sophie, domaine réservé jusque-là à l'empereur, pendant que ses neveux qui avaient participé au complot recevaient des positions importantes dans l'administration,. Après avoir reçu un donativum, les troupes qui l'avaient suivi furent promptement retournées en Asie mineure pour éviter tout trouble avec la population de la capitale,,.

### Réformes financières à l'intérieur

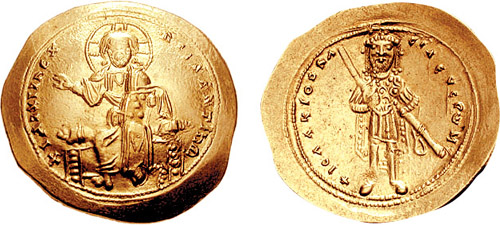
Histamenon d'or frappé sous Isaac Ier et montrant d'un côté le Christ, de l'autre l'empereur tenant une épée nue, ce qui fut considéré comme un signe d'arrogance.

L’arrivée au pouvoir d'Isaac Ier marquait la fin de la dynastie macédonienne inaugurée par Basile Ier en 867. Curieusement, c'était une alliance entre l'Église et l'aristocratie civile qui portait un militaire au pouvoir comme le montre l'histamenon frappé sous son règne montrant Isaac tenant une épée nue, ce qui fut interprété par certains comme le signe que le nouvel empereur entendait régner par droit de conquête et non par la grâce de la volonté divine,,. Il soulignait certainement la détermination du nouvel empereur de s'attaquer aux profondes réformes que réclamait l'administration civile et militaire : « Entré le soir au palais, avant même d'avoir secoué la poussière du combat et changé de vêtement […] il s'attache au règlement des affaires militaires et civiles, consacrant ce qui restait encore de jour et toute la nuit aux soins impériaux ».
La tâche qui l'attendait était effectivement colossale : au cours des trente années précédentes, Zoé et Théodora avaient dilapidé sans vergogne le trésor impérial alors que les empereurs-époux ou adopté avaient distribué les titres et les émoluments qui y étaient rattachés (roga) pour obtenir l'appui de la haute fonction publique,. Pour faire face à la crise économique qui s'annonçait, Constantin IX (r. 1042-1055) avait eu recours à la dévaluation de la monnaie, mais Isaac fut le premier empereur depuis Basile II qui dut faire face à un déficit budgétaire. Pour payer les troupes, Isaac dut rétrograder un certain nombre de hauts fonctionnaires, réduisant du même coup leurs émoluments, et cesser de payer une roga à ceux dont le titre n'était qu'honoraire. Il nomma de nouveaux inspecteurs des impôts qui reçurent l'ordre non seulement d'être fermes dans la perception de ceux-ci, mais aussi de réclamer les arriérés accumulés. Considérant sans doute les armées thématiques comme obsolètes, il ne fit rien pour mettre en œuvre les lois protégeant les terres concédées à ces militaires ; bien plus il fit reprendre les domaines impériaux indûment concédés à des particuliers et abolit les exemptions fiscales consenties par Constantin IX et Michel VI, y compris celles concédées à des monastères et des églises, utilisant pour ce faire une loi de Nicéphore II Phocas datant de 964,. Pour cela, il n'hésita pas à justifier sa mesure en rappelant que la vie monastique exigeait une certaine frugalité. Enfin, il réduisit les salaires des hauts fonctionnaires, y compris ceux des sénateurs. À terme, ceci devait lui valoir la haine de cette même bureaucratie et de l'Église qui l'avaient porté au pouvoir.
Psellos convient que depuis la disparition de Basile II, l'empire ne cessait de dégénérer, « ici gonflé d'hydropisie et là fondant de consomption » et que des réformes en profondeur s'imposaient. En même temps, il reproche à Isaac un zèle excessif et sa volonté de tout réformer en même temps : « En voulant tout transformer et en se hâtant de rogner sur-le-champ la frondaison de l'Empire romain […] cet empereur non seulement ne suffit pas à la tâche, mais encore et par suite ne parut pas égal à lui-même ».

### La chute deMichelIerCérulaire

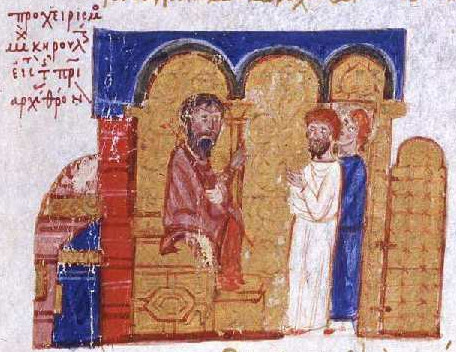
Michel Ier Cérulaire sur le trône patriarcal, miniature du manuscrit madrilène de la Chronique de Jean Skylitzès, XIIe siècle,.

Patriarche depuis 1043, Michel Ier Cérulaire avait consacré dès le début de son patriarcat toutes ses énergies à exalter le prestige et le pouvoir de sa fonction. Habitué des intrigues de la cour, il avait fait et défait quelques empereurs et entendait imposer sa volonté à Isaac qu'il avait contribué à mettre sur le trône. Si les sources ne précisent pas que l'annulation des exemptions de taxes pour l'Église, voire la confiscation de bien ecclésiastiques, aient été à l'origine des tensions entre les deux hommes, celles-ci se manifestèrent très rapidement. Le patriarche menaça de faire tomber l'empereur de la même manière qu'il l'avait porté au pouvoir, et commença à porter les bottines de pourpre réservées à l'empereur, voulant sans doute affirmer par là, comme le pape commençait à le faire à Rome, que le pouvoir spirituel était égal, sinon supérieur au pouvoir impérial. C'était là un aspect fort de la politique byzantine que la coexistence de ces deux pouvoirs que furent l'empereur et le patriarche, qui plus est dans la même ville. Si le premier était généralement prédominant du fait de ses prérogatives (il pouvait démettre un patriarche alors que l'inverse n'était pas vrai), le patriarcat imposait une limite de fait à l'étendue du pouvoir impérial, laquelle pouvait prendre une dimension importante en fonction de la personnalité de son détenteur. Or, Michel Cérulaire fit partie des patriarches les plus influents de l'histoire byzantine.
Mais Isaac était d'une autre trempe que ses prédécesseurs et pouvait compter sur le soutien inconditionnel de l'armée. Le 8 novembre 1058, alors que le patriarche visitait une église hors des murs de la cité, Isaac le fit arrêter par la garde varangienne qui lui était totalement dévouée et le fit mener au Prokonnèsos dans l’île de Marmara où il fut tenu en garde à vue. L'empereur fit pression sur le patriarche pour l’amener à se démettre de ses fonctions : sans résultat. De guerre lasse, l'empereur convoqua un synode, quelque part en Thrace donc loin de la capitale et des foules qui auraient pu apporter leur appui au patriarche. Psellos, qui avait eu dans le passé maille à partir avec le patriarche et qui était maintenant moine, fut chargé de la poursuite qui accuserait Cérulaire d'hérésie, de blasphème et de vice. Toutefois, Michel Ier Cérulaire, mourut le 21 janvier 1059 avant que le procès ne se tienne. L'empereur désigna alors son ancien premier ministre, Constantin III Lichoudès, comme son successeur,,.

### Politique étrangère

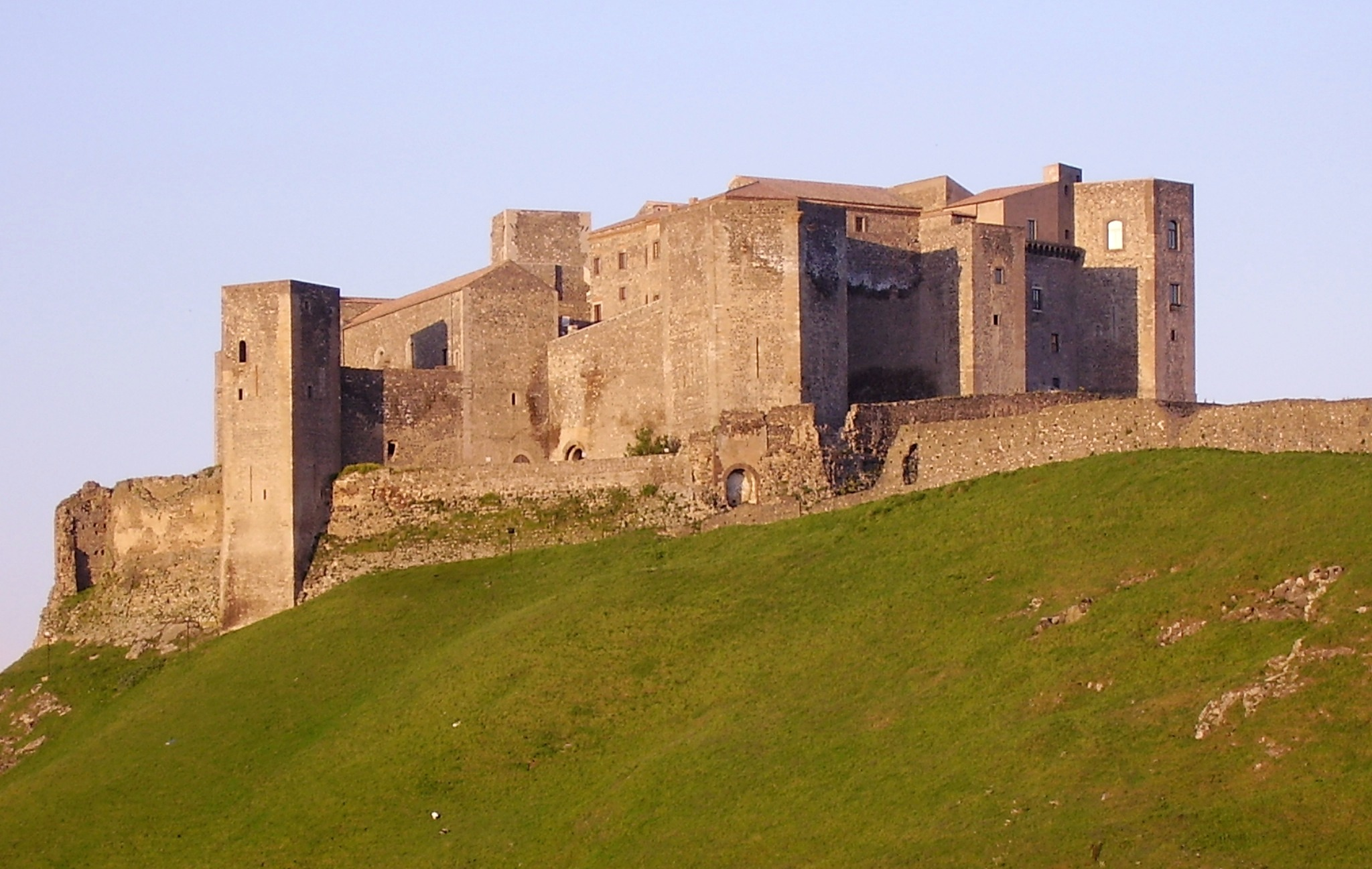
Le château de Melfi qui devint le fief de la famille de Hauteville en Apulie.

Selon Psellos, la renommée militaire d'Isaac fut telle qu'elle suffit à faire cesser les attaques des « Turcs » et des « Égyptiens », en Asie mineure, ce qui lui permit de tourner son attention vers les peuples du nord de l'empire. En réalité, la situation en Asie mineure ne fut pas si paisible.
D'après l'historien arménien Aristakès Lastivertsi (1002-1080), le général et gouverneur Jean I de Kldekari en Géorgie profita de la guerre civile qui mena Isaac au pouvoir et du départ des troupes byzantines d'Asie mineure pour s'emparer de deux forteresses byzantines, Olnout et Khabtzitzin, arrêtant le préposé au trésor impérial de cette dernière ville et s'appropriant ledit trésor avant de mettre le siège devant Theodosiopolis ; il dut cependant se retirer lorsque le gouverneur byzantin d'Ani envoya une armée au secours de la ville. Jean conclut alors une entente avec les Turcs qui menèrent des raids d'abord vers Chaldée, puis vers Keltzène. Environ un mois après l'arrivée d'Isaac au pouvoir ils arrivèrent devant Mélitène que les habitants purent évacuer avant que la ville ne soit prise et pillée par les Turcs. On en revenait à une guerre d'embuscades et de guérilla qui avait suivi l'abolition par Constantin IX des obligations militaires imposées aux troupes thématiques d'Arménie en échange de paiement comptant. Isaac ne semble pas avoir voulu rétablir ces troupes puisqu'il ne fit aucun effort pour protéger les terres qui leur avaient appartenu. Quoi qu'il en soit, Mélitène fut reprise, ses murailles renforcées et la ville devint le siège d’un gouverneur,. 
Autre aspect de la politique étrangère d'Isaac, il refusa l'intégration de petites principautés arméniennes à l'Empire, craignant que de telles adjonctions ne fragilisent le dispositif défensif byzantin, l'exposant aux raids turcs. Nicolas Drocourt a souligné la prudence qui justifia cette décision impériale dans un souci de bonne administration. D'autres historiens comme Anthony Kaldellis y ont vu la démonstration d'un « universalisme limité » dans la conception de la diplomatie byzantine qui, en l'occurrence, renonça à étendre le territoire impérial.
Préoccupé par les problèmes financiers, Isaac ne se soucia guère des possessions byzantines d'Italie. Arrivés en Italie vers 1035, les frères de la maison normande de Hauteville, Guillaume, Drogon et Robert (dit Robert Guiscard) se mirent à conquérir l'Apulie et la Calabre. Grâce à une entente avec le pape en 1059, ils purent se diriger vers le sud de l'Italie conquérant progressivement l'ensemble des possessions byzantines de la région.
Isaac Ier ne conduisit lui-même qu'une expédition militaire durant son règne et ce fut dans les Balkans à la fin de l'été 1059 alors que les provinces du nord de l'empire étaient en proie aux attaques des Magyars et des Petchénègues qui semblaient avoir conclu une sorte de pacte. Les sources restent vagues au sujet de cette campagne. On sait seulement qu'Isaac se dirigea d'abord vers Sardica (aujourd’hui Sofia en Bulgarie) où il conclut un traité avec les Magyars. Puis il se tourna vers les Petchénègues établis en Mésie (au sud du Danube ; aujourd’hui parties de la Serbie, de la Bulgarie et de la Macédoine). Ceux-ci se soumirent à nouveau à l'empire, sauf un de leurs chefs du nom de Selte dont le château-fort en haut d'un promontoire fut pris,,.
Mineure en soi, cette victoire ne mériterait pas d'être mentionnée si elle n'avait tourné à la tragédie : sur le chemin du retour, le 24 septembre, l'armée fut frappée par une violente tempête. Dans les inondations et les orages de grêle qui l'accompagnèrent, nombre de soldats périrent et les approvisionnements furent perdus. L'empereur lui-même échappa de justesse à la mort lorsqu'un arbre frappé par la foudre tomba près de lui,. Immédiatement après, une rumeur circula à l'effet qu'une révolte grondait dans les provinces de l'Est menée par un collecteur de taxes ; Isaac se hâta alors de revenir dans la capitale,.

## Fin du règne
En apparence, l'empereur était sorti victorieux de son conflit avec Michel Ier Cérulaire. Cependant, la population de Constantinople laissa éclater sa colère lorsqu'elle apprit l'arrestation et le décès de son patriarche vénéré. Des révoltes s'ensuivirent et même si Isaac réussit à reprendre le contrôle de la situation, il ne put jamais retrouver la popularité qui l'avait porté sur le trône. De retour de la campagne des Balkans, l'empereur devant l'ampleur de la tâche encore à accomplir, l'isolement de sa position face à la bureaucratie et au nombre de ses opposants commença à changer son comportement : « Il devint plus hautain et […] il se mit à traiter tout le monde avec mépris. »
Passionné de chasse au faucon, Isaac passait ses moments de loisirs dans un pavillon de chasse en dehors de Constantinople,. Se donnant sans compter à son sport favori, il prit froid une journée et la fièvre s'empara de lui le lendemain. Après plusieurs jours, et craignant une issue fatale, l'empereur fit venir les siens et, son fils Manuel étant mort, nomma le 22 novembre 1059 contre l'avis de l'impératrice Catherine, laquelle aurait voulu qu'il garde le pouvoir, son compagnon des premiers jours, Constantin Doukas, pour lui succéder,,,.
Toutefois, Isaac Ier devait reprendre assez de force après avoir nommé Constantin Doukas pour douter de la sagesse de sa décision et s'en serait ouvert à son ministre et confident Psellos, lequel aurait alors décidé de mettre fin aux hésitations de l'empereur, en faisant asseoir Constantin sur le trône dès le lendemain, le chaussant des bottines de pourpre, signe de l'autorité impériale, avant de le présenter au Sénat et aux officiers de l'armée,. Isaac, dont la santé s'était à nouveau dégradée dans les heures qui suivirent se serait alors résigné à son sort, abdiqua définitivement et se fit moine au monastère du Stoudion où il vécut encore quelques mois avant de s'éteindre vers la fin de 1060 ou au début de 1061,. Selon le continuateur de Jean Skylitzès, il embrassa avec un certain enthousiasme la vocation monastique, n'hésitant pas à faire office de simple portier. Il était alors récurrent chez les chroniqueurs byzantins de valoriser l'image d'empereurs qui accomplissaient leur spiritualité dans la retraite monacale. Son épouse, l'impératrice Catherine, continua à vivre au Palais et son nom était même acclamé avant celui de Constantin Doukas. Ce règne conjoint ne dura cependant que quelque temps après quoi elle se retira avec sa fille, Marie, au monastère du Myrelaion sous le nom de Xénè (Hélène). Isaac et son épouse furent inhumés au monastère du Stoudion qu'ils avaient tous deux contribué à embellir et où Isaac avait été élevé avec son frère alors qu'il était encore adolescent.
Si la brièveté du règne d'Isaac l'empêcha de mener d'importantes réformes à bien, son arrivée au pouvoir permit à la famille des Comnènes de s'affirmer comme une concurrente sérieuse pour la conquête du trône impérial. En 1081, Alexis Ier Comnène en profita pour devenir empereur et mettre fin à deux décennies de guerres civiles, installant au pouvoir la dynastie des Comnènes pour un siècle.

## Dynastie Comnène
- Manuel Erotikos Comnène (955/960-1020)
  - Isaac Ier Comnène (vers 1007-1061), empereur
× Catherine de Bulgarie
    - Manuel Comnène (vers 1030-1042/1057)
    - Marie Comnène (née vers 1034)

  - Jean Comnène (vers 1015-1067)
× Anne Dalassène
    - Isaac Comnène (1047-1107), duc d'Antioche
    - Alexis Ier Comnène (1057-1118), empereur
× Irène Doukas
      - Anne Comnène (1083-vers 1153), historienne
× Nicéphore Bryenne (1062-1137)
      - Jean II Comnène (1087-1143), empereur
× Irène de Hongrie (morte en 1134)
        - Alexis Comnène (1106-1142)
× Eupraxie de Kiev ?
          - Marie Comnène (morte en 1183)
× Alexis Axuch, duc de Cilicie

        - Andronic Comnène (1108-1142)
× Irène Aineidasa
          - Jean Doukas Comnène (en) (1128-1176), duc de Chypre
× Marie Taronitissa
            - Marie Comnène (1154-1217)
× 1) Amaury Ier de Jérusalem
× 2) Balian d'Ibelin
            - ? Théodora Comnène
× 1) Bohémond III d'Antioche
× 2) Gauthier de Béthune, seigneur de Bethsan

          - Théodora Comnène (morte en 1183)
× Henri II d'Autriche

        - Isaac Comnène (vers 1113-après 1154)
× 1) Théodora Kamaterina
× 2) Irène Diplosynadène
          - 1) Irène Comnène
            - Isaac Doukas Comnène, prince de Chypre (1184-1191)

          - 1) Marie Comnène
× Étienne IV de Hongrie
          - 2) Théodora Comnène
× Baudouin III de Jérusalem

        - Manuel Ier Comnène (1118-1180), empereur
× 1) Berthe de Sulzbach
× 2) Marie d'Antioche
          - 1) Marie Comnène (1152-1182)
× Rénier de Montferrat
          - 2) Alexis II Comnène (1169-1183), empereur

      - Isaac Comnène (1093-après 1152)
× Irène (Cata de Géorgie ?)
        - Jean Tzelepes Comnène
        - Andronic Ier Comnène (1118-1185), empereur
× 1) inconnue
A Théodora Comnène
× 2) Agnès de France
          - Manuel Comnène
× Rusandani de Géorgie
            - Empereurs de Trébizonde

      - Théodora Comnène (née en 1096)
× Constantin Ange
        - Famille Ange

    - Adrien Comnène
× Zoé Doukas, fille de Constantin X
      - Alexis Comnène
        - Anne Comnène
× Alexis Paléologue